# Gualicho
Gualicho – wymarły rodzaj dinozaura gadziomiednicznego, teropoda z grupy tetanurów i Avetheropoda.
Skamieniałości nieznanego wcześniej dinozaura znalezione zostały w Argentynie, na północy Patagonii. Kości spoczywały w warstwie piaskowca przetykanego mułowcem wśród skał Basenu Neuquén tworzących formację Huincul, gdzie wcześniej znajdywano pozostałości teropodów z rodzin karcharodontozaurów czy abelizaurów, a także zauropodów z grup rebbachizaurów czy tytanozaurów. Osady te powstały w późnym cenomanie i wczesnym turonie, a więc w kredzie późnej.
13 lutego 2007 Akiko Shinya, przełożona preparatorów z Field Museum, dokonała odkrycia nowego dinozaura. Nowe znalezisko okazało się teropodem średnich rozmiarów. Uwagę naukowców przyciągnęła anatomia ręki. Kończyła się ona dwoma palcami, trzeci natomiast uległ był znacznej redukcji, właściwie pozostał z niego porównywany przez autorów do drzazgi fragment śródręcza. Budowa taka skojarzyła się zespołowi Apesteguíi z Tyrannosauridae, aczkolwiek inne szczegóły budowy nowego rodzaju wskazują, że podobieństwo wynikało raczej z konwergencji niźli z rzeczywistego pokrewieństwa. Innymi cechami przypomina on zaawansowane ewolucyjnie ceratozaury i bazalne tetanury. Autapomorfie dotyczyły także kręgów, łopatki, kości udowej i strzałkowej, śródstopia i stopy. Odmienności anatomiczne pozwoliły badaczom na kreowanie nowego rodzaju dinozaura, którego ochrzcili nazwą Gualicho. Słowo to pochodzi z hiszpańskiego, do którego dostało się z języka puelczen, w którym było imieniem lokalnego bóstwa władającego zwierzętami, które z nadejściem chrześcijaństwa zaczęto uważać za demona przynoszącego nieszczęście. Apesteguía i inni chcieli w ten sposób oddać trudy, jakich doznano podczas wykopalisk i badań. W rodzaju umieścili pojedynczy gatunek Gualicho shinyae. Epitet gatunkowy upamiętnia odkrywczynię holotypowego okazu Shinyę Akiko w uznaniu jej zasług dla paleontologii.
Gualicho wydaje się blisko spokrewniony raczej z nigeryjskim deltadromem. Z analizy filogenetycznej przeprowadzonej przez Apesteguíę i współpracowników (2016) wynika, że Gualicho i Deltadromeus tworzą razem klad stanowiący grupę siostrzaną radiacji Neovenatoridae w obrębie Carcharodontosauria. Przynależność obu tych rodzajów do Carcharodontosauria potwierdza analiza filogenetyczna przeprowadzona przez Rolando i współpracowników (2018) w oparciu o zmodyfikowaną macierz danych z analizy Carrano i współpracowników (2012); natomiast analiza filogenetyczna przeprowadzona przez Rolando i współpracowników w oparciu o zmodyfikowaną macierz danych z analizy Porfiriego i współpracowników (2014) wskazuje, że Gualicho był bazalnym celurozaurem siostrzanym do rodzaju Chilantaisaurus. Z (nieuwzględniającej Deltadromeus) analizy Porfiriego i współpracowników (2018) wynika, że Gualicho był bazalnym celurozaurem pozostającym w nierozwikłanej politomii z Chilantaisaurus i z kladami Megaraptora i Tyrannoraptora. Natomiast z (również nieuwzględniającej Deltadromeus) analizy filogenetycznej przeprowadzonej przez Cau (2018) wynika, że Gualicho był tyranozauroidem siostrzanym do kladu obejmującego rodzaje Australovenator i Megaraptor.